# Edwards-Inseln (Amundsensee)
Die Edwards-Inseln sind eine Gruppe aus rund 20 kleinen und hauptsächlich eisfreien Inseln vor der Walgreen-Küste des westantarktischen Ellsworthlands. In der Amundsensee liegen sie vor der Südwestspitze der Canisteo-Halbinsel.
Luftaufnahmen der Flugstaffel VX-6 der United States Navy vom Januar 1960 dienten ihrer Karierung. Das Advisory Committee on Antarctic Names benannte sie im selben Jahr nach Z. T. Edwards (1919–1996), Quartiermeister des Eisbrechers USS Glacier, der im Februar 1960 in diesem Gebiet operierte.